# داستان ما با مورگان فریمن
داستان ما با مورگان فریمن (انگلیسی: The Story of Us with Morgan Freeman)یک فیلم مستند تلویزیونی است که در سال ۲۰۱۷ از شبکه نشنال جئوگرافیک پخش می‌شد. این برنامه توسط مورگان فریمن روایت و اجره شده‌است.